# Лох-Раннох
Лох-Раннох (англ. Loch Rannoch, гэльск. Loch Raineach) — озеро в Шотландии, в области Перт и Кинросс.
Длина озера составляет около 16 км, площадь — около 19 км², глубина — 134 м. На восточной стороне Лох-Ранноха берёт начало река Таммел.
У западной оконечности озера расположен рукотворный остров, использовавшийся в качестве тюрьмы. В центральной части озера был насыпан небольшой каменный островок, на котором стояла каменная башня.
К западу от Лох-Раннох простирается болото Раннох-Мур, к югу лежит лес Раннох (англ. Black Wood of Rannoch), самая южная сохранившаяся часть реликтового каледонского леса. Лесу площадью 1100,89 га присвоен статус Special Area of Conservation.
В окрестностях озера существовали поселения уже в 500 году н. э., когда туда пришло христианство. Сегодня на восточной оконечности озеро перекрыто плотиной ГЭС, рядом расположена деревня Кинлох-Раннох. У западной оконечности находится деревня Бридж-оф-Гор. До постройки современных дорог вдоль озера пролегал основной путь через Шотландское Нагорье к Гебридским островам (англ. The Road to the Isles).
В Лох-Раннох водятся кумжа, щука и арктический голец, которые являются объектом рыболовства.